# Campeonato da Europa de Atletismo de 2014 - Salto triplo feminino
A prova do salto triplo feminino do Campeonato da Europa de Atletismo de 2014 foi disputada entre os dias 13 e 16 de agosto de 2014 no Estádio Letzigrund em Zurique, na Suíça. 

## Recordes
Antes desta competição, os recordes mundiais e do campeonato nesta prova eram os seguintes:
|                       | Nome             | Nacionalidade | Distância | Local      | Data                 |
| --------------------- | ---------------- | ------------- | --------- | ---------- | -------------------- |
| Recorde mundial       | Inessa Kravets   | Ucrânia       | 15m 50cm  | Gotemburgo | 10 de agosto de 1995 |
| Recorde do campeonato | Tatyana Lebedeva | Rússia        | 15m 15cm  | Gotemburgo | 9 de agosto de 2006  |
| Recorde europeu       | Inessa Kravets   | Ucrânia       | 15m 50cm  | Gotemburgo | 10 de agosto de 1995 |

## Medalhistas
| Ouro                 | Prata                   | Bronze               |
| Olha Saladukha (UKR) | Yekaterina Koneva (RUS) | Irina Gumenyuk (RUS) |

## Cronograma
Todos os horários são locais (UTC+2).
| Data         | Hora  | Evento       |
| ------------ | ----- | ------------ |
| 13 de agosto | 18:30 | Qualificação |
| 16 de agosto | 16:40 | Final        |

## Resultados

### Qualificação
Qualificação: Desempenho de 14.20 m (Q) ou os 12 melhores qualificados (q).
| Posição | Grupo | Atleta                  | Nacionalidade | #1    | #2    | #3     | Resultados | Notas |
| ------- | ----- | ----------------------- | ------------- | ----- | ----- | ------ | ---------- | ----- |
| 1       | A     | Olha Saladukha          | Ucrânia       | 14.42 |       |        | 14.42      | Q,    |
| 2       | B     | Yekaterina Koneva       | Rússia        | 13.62 | 14.21 |        | 14.21      | Q     |
| 3       | B     | Irina Gumenyuk          | Rússia        | x     | 14.18 | –      | 14.18      | q     |
| 4       | A     | Ruth Ndoumbe            | Espanha       | 13.64 | 13.86 | 14.01  | 14.01      | q     |
| 5       | B     | Kristin Gierisch        | Alemanha      | x     | 13.91 | 13.85  | 13.91      | q     |
| 6       | A     | Dana Velďáková          | Eslováquia    | 13.86 | 13.49 | x      | 13.86      | q     |
| 7       | A     | Jenny Elbe              | Alemanha      | 13.83 | x     | –      | 13.83      | q     |
| 8       | B     | Snežana Vukmirović      | Eslovênia     | 13.25 | 13.78 | 13.33  | 13.78      | q     |
| 9       | A     | Alsu Murtazina          | Rússia        | 13.35 | x     | 13.76  | 13.76      | q     |
| 10      | B     | Susana Costa            | Portugal      | x     | 13.53 | 13.76  | 13.76      | q     |
| 11      | B     | Gabriela Petrova        | Bulgária      | 13.54 | 13.72 | 13.69  | 13.72      | q     |
| 12      | B     | Cristina Sandu          | Roménia       | 13.67 | 13.64 | 13.22  | 13.67      | q     |
| 13      | A     | Patrícia Mamona         | Portugal      | x     | 13.54 | 13.62  | 13.62      |       |
| 14      | A     | Cristina Bujin          | Roménia       | 13.61 | x     | 13.61  | 13.61      |       |
| 15      | B     | Anna Jagaciak           | Polónia       | x     | 13.59 | 13.55  | 13.59      |       |
| 16      | A     | Dovilė Dzindzaletaitė   | Lituânia      | 11.98 | 13.12 | 13.44  | 13.44      |       |
| 17      | B     | Patricia Sarrapio       | Espanha       | x     | 13.08 | 13.41w | 13.41w     |       |
| 18      | A     | Katja Demut             | Alemanha      | 13.27 | 11.73 | 13.39  | 13.39      |       |
| 19      | A     | Andriana Bânova         | Bulgária      | 13.35 | 13.36 | 13.25  | 13.36      |       |
| 20      | B     | Natallia Viatkina       | Bielorrússia  | x     | 12.86 | 13.13  | 13.13      |       |
| 21      | A     | Daria Derkach           | Itália        | 12.52 | 13.06 | 12.98  | 13.06      |       |
| 22      | A     | Sevim Sinmez Serbest    | Turquia       | 12.38 | x     | x      | 12.38      |       |
| 23      | B     | Hanna Knyazyeva-Minenko | Israel        |       |       |        | DNS        |       |

### Final
| Posição           | Atleta             | Nacionalidade | #1    | #2    | #3    | #4    | #5    | #6    | Resultados | Notas                |
| ----------------- | ------------------ | ------------- | ----- | ----- | ----- | ----- | ----- | ----- | ---------- | -------------------- |
| Medalha de ouro   | Olha Saladukha     | Ucrânia       | 14.12 | 14.73 | 14.68 | x     | 14.59 | 14.63 | 14.73      | Recorde da temporada |
| Medalha de prata  | Yekaterina Koneva  | Rússia        | 14.40 | 14.69 | 14.01 | 14.16 | 14.54 | 14.31 | 14.69      |                      |
| Medalha de bronze | Irina Gumenyuk     | Rússia        | 14.30 | x     | x     | 14.00 | 14.46 | x     | 14.46      | Recorde da temporada |
| 4                 | Ruth Ndoumbe       | Espanha       | 14.11 | 13.94 | 13.90 | 13.69 | 14.14 | x     | 14.14      |                      |
| 5                 | Gabriela Petrova   | Bulgária      | 14.13 | x     | –     | x     | –     | –     | 14.13      | Recorde pessoal      |
| 6                 | Dana Velďáková     | Eslováquia    | x     | 13.87 | x     | 13.67 | x     | x     | 13.87      |                      |
| 7                 | Snežana Vukmirović | Eslovênia     | 13.77 | x     | 13.74 | 13.51 | 13.82 | 13.40 | 13.82      |                      |
| 8                 | Susana Costa       | Portugal      | x     | 13.72 | 13.77 | 13.78 | x     | 13.40 | 13.78      |                      |
| 9                 | Kristin Gierisch   | Alemanha      | 13.76 | 13.67 | 13.58 |       |       |       | 13.76      |                      |
| 10                | Alsu Murtazina     | Rússia        | 13.59 | 12.37 | 13.76 |       |       |       | 13.76      |                      |
| 11                | Jenny Elbe         | Alemanha      | 13.68 | x     | x     |       |       |       | 13.68      |                      |
| 12                | Cristina Sandu     | Roménia       | 13.24 | 13.41 | 13.58 |       |       |       | 13.58      |                      |

Legenda
| Recorde mundial       | Recorde mundial (World record)               |                       | Recorde africano                      | Recorde africano (African) |                                           | Q | Classificado por posição (Qualified) |
| Recorde do campeonato | Recorde do campeonato (Championship record)  | Recorde da América    | Recorde da América (Americas)         | q                          | Classificado por melhor tempo (Qualified) |   |                                      |
| Melhor marca do ano   | Melhor marca do ano (World leading)          | Recorde asiático      | Recorde asiático (Asian)              | DNS                        | Não largou (Did not start)                |   |                                      |
| Recorde nacional      | Recorde nacional (National record)           | Recorde europeu       | Recorde europeu (European)            | DNF                        | Não terminou (Did not finish)             |   |                                      |
| Recorde pessoal       | Recorde pessoal do atleta (Personal best)    | Recorde da Oceania    | Recorde da Oceania (Oceania)          | DSQ / DQ                   | Desclassificado (Disqualified)            |   |                                      |
| Recorde da temporada  | Recorde da temporada do atleta (Season best) | Recorde sul-americano | Recorde sul-americano (South America) | NM                         | Sem marca (No mark)                       |   |                                      |